# Biblioteca Central de Mánchester
La Biblioteca Central de Mánchester (Manchester Central Library en inglés) es una biblioteca pública de préstamo situada en la ciudad británica de Mánchester, cerca del ayuntamiento de la ciudad.
Actúa como la sede de la Biblioteca y Servicio de Información de Mánchester (Manchester Library & Information Service), que consta de otras 22 bibliotecas comunitarias.
El diseño es el resultado de un concurso celebrado en 1927 para la construcción de una nueva biblioteca y la ampliación del ayuntamiento, ganado por Emanuel Vincent Harris. La biblioteca fue construida entre 1930 y 1934, pero debido a su arquitectura neoclásica tradicional, a menudo se cree que es más antigua. En su inauguración un crítico escribió: "Este es el tipo de cosas que persuade a creer en la eterna aplicabilidad del canon clásico". La forma del edificio está basada en la del Panteón de Roma.

## Historia

### Antecedentes
Mánchester fue la primera autoridad local en proporcionar una biblioteca pública de préstamo y referencia después de la aprobación de la Ley de Bibliotecas Públicas de 1850 . La Biblioteca Libre de Mánchester se inauguró en Campfield en septiembre de 1852 en una ceremonia a la que asistió Charles Dickens . Cuando las instalaciones de Campfield se declararon inseguras en 1877, la biblioteca se trasladó al antiguo Ayuntamiento en King Street. La biblioteca se trasladó de nuevo a lo que ahora es Piccadilly Gardens , al antiguo ala de pacientes ambulatorios de Manchester Royal Infirmary y una vieja cabaña de la YMCA en 1912.
En 1926 el ayuntamiento convocó un concurso para diseñar una ampliación del ayuntamiento y una biblioteca central. E. Vincent Harris fue seleccionado para diseñar ambos edificios. Su diseño circular para la biblioteca, que recuerda al Panteón de Roma, se basó en las bibliotecas de América. La primera piedra de la biblioteca fue colocada el 6 de mayo de 1930 por el primer ministro Ramsay MacDonald. La biblioteca fue inaugurada oficialmente por el rey Jorge V el 17 de julio de 1934 después de haber colocado la primera piedra para la ampliación del Ayuntamiento .

## Arquitectura

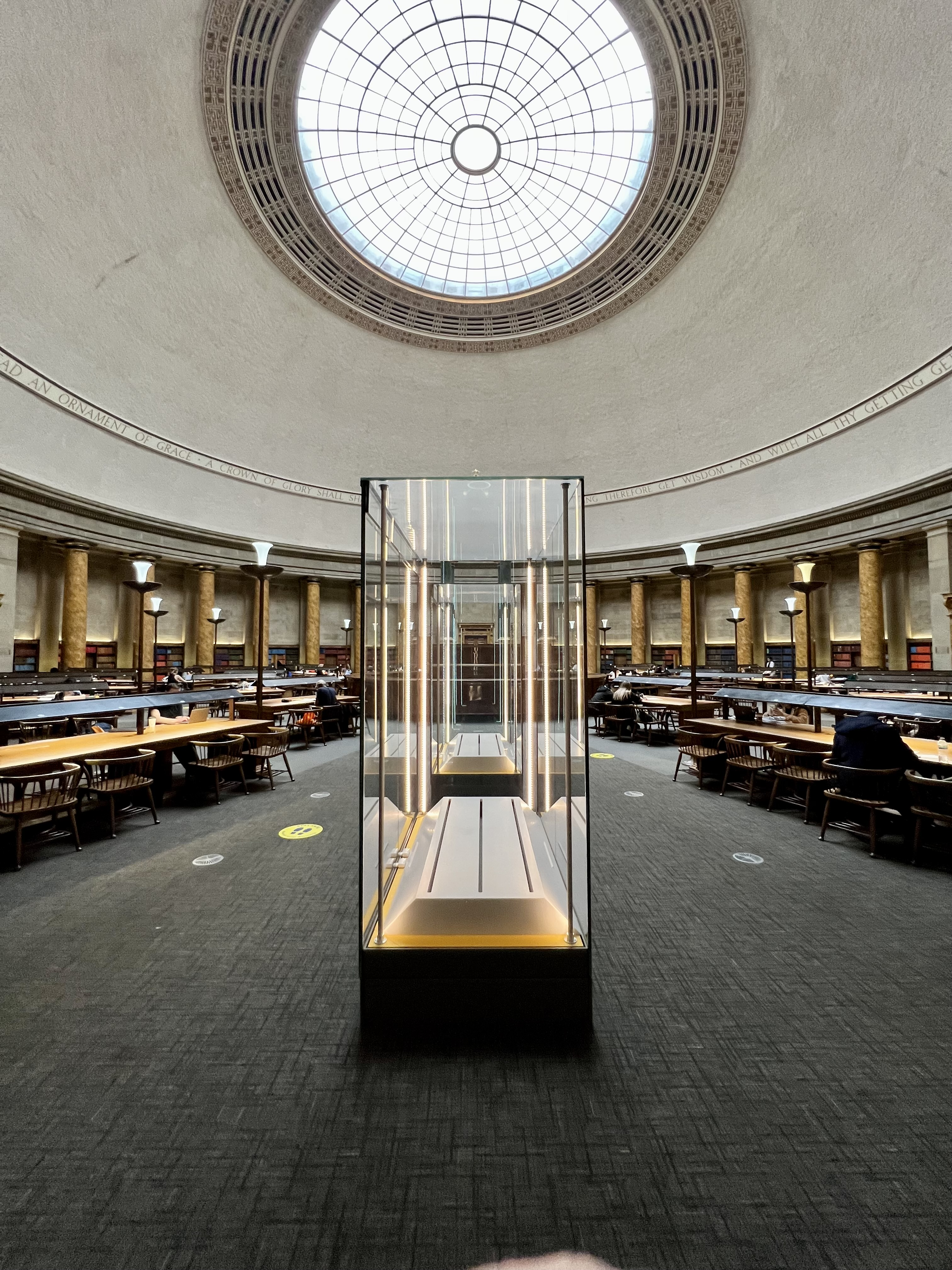
La sala central de lectura.Sala Wolfson en 2014.

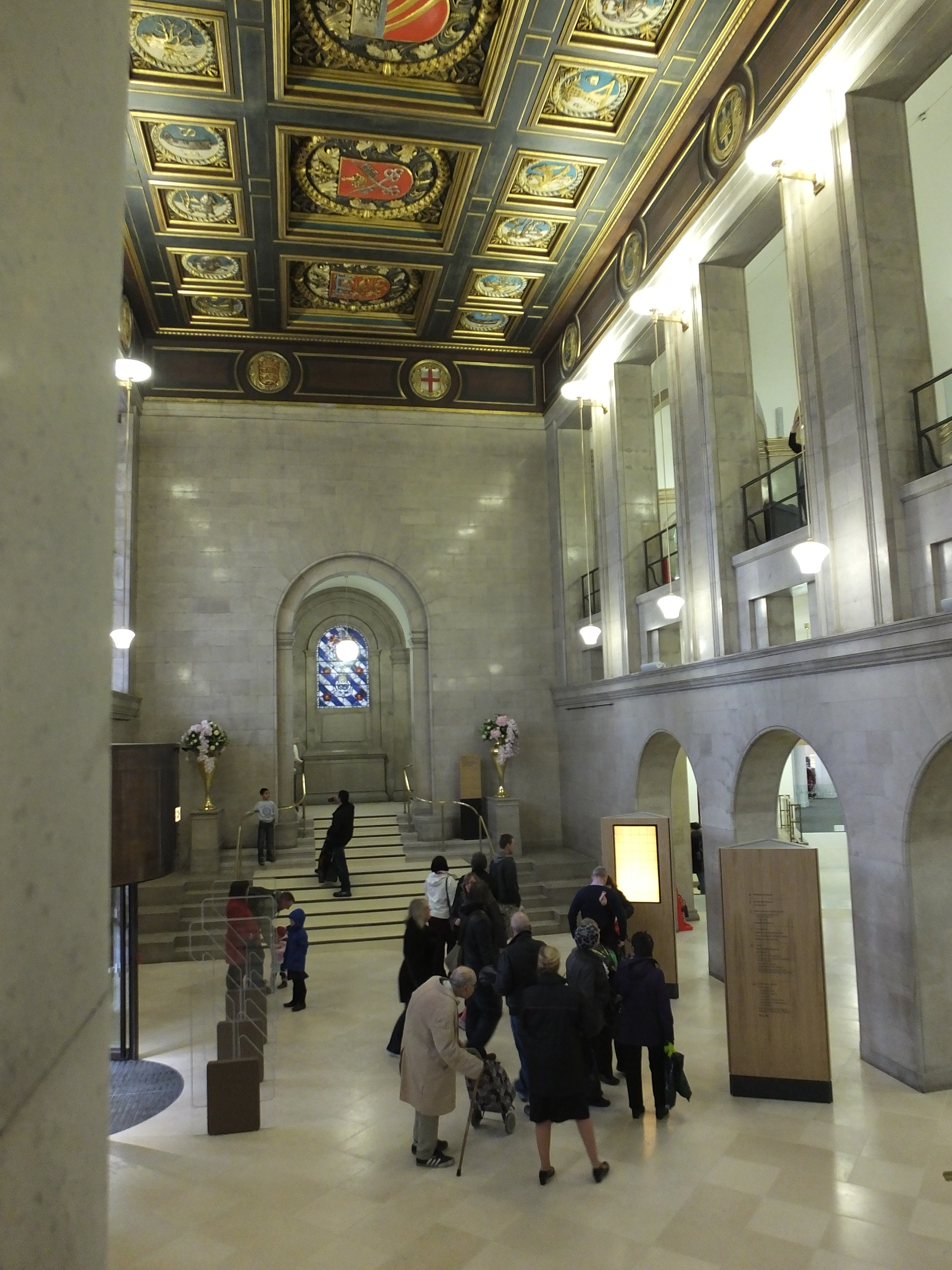
La entrada del Shakespeare Hall

Diseñada por el arquitecto Vincent Harris, la llamativa forma rotonda de la biblioteca se inspiró en el Panteón de Roma. Al igual que su modelo del siglo II, la biblioteca es un edificio redondo con un gran pórtico de dos pisos que forma la entrada principal en la Plaza de San Pedro, y está rodeado por cinco tramos de columnas corintias . Alrededor del segundo y tercer piso hay una columnata toscana , coronada por una banda de piedra Portland sin relieve.
El techo de plomo inclinado parece desde el nivel de la calle ser una cúpula, pero esto es solo un techo circundante. La cúpula que se puede ver desde el interior del Gran Salón se encuentra dentro de este techo y no se puede ver desde el suelo.
En el primer piso se encuentra el Gran Salón, una gran sala de lectura coronada por una cúpula. En esta planta se puede ver gran parte del mobiliario original diseñado por el arquitecto. Alrededor del borde de la cúpula hay una inscripción del Libro de Proverbios en el Antiguo Testamento.
El Shakespeare Hall es una cámara ornamentada que exhibe heráldica local y grandes vidrieras . La ventana central fue diseñada por Robert Anning Bell y representa a William Shakespeare y escenas de sus obras. Dos ventanas laterales diseñadas por George Kruger Gray representan los escudos de armas de la ciudad de Mánchester, la Universidad de Mánchester y el condado y el ducado de Lancaster. Las ventanas eran un legado en memoria de la biblioteca por Rosa E. Grindon (1848-1923), la viuda del botánico de Manchester Leo Grindon . 
Las decoraciones del techo incluyen los brazos y escudos del Ducado de Lancaster, la sede de York , la sede de Mánchester , la ciudad de Mánchester y el consejo del condado de Lancashire . Las paredes de Shakespeare Hall están cubiertas con piedra de Hopton Wood extraída en Derbyshire. En las paredes están los brazos de la Manchester Grammar School, la Universidad de Mánchester, el Regimiento de Mánchester, Humphrey Chetham, los supervisores del municipio, Inglaterra, St. George, St. Mary (patrona de Mánchester), y sobre la ventana conmemorativa, Shakespeare.
En el rellano izquierdo hay una estatua de mármol blanco , la Lectora del escultor italiano Giovanni Ciniselli. Fue comprado por el industrial y promotor del Manchester Ship Canal , Daniel Adamson . La estatua fue donada a la biblioteca por sus nietos, la familia Parkyn, en 1938.

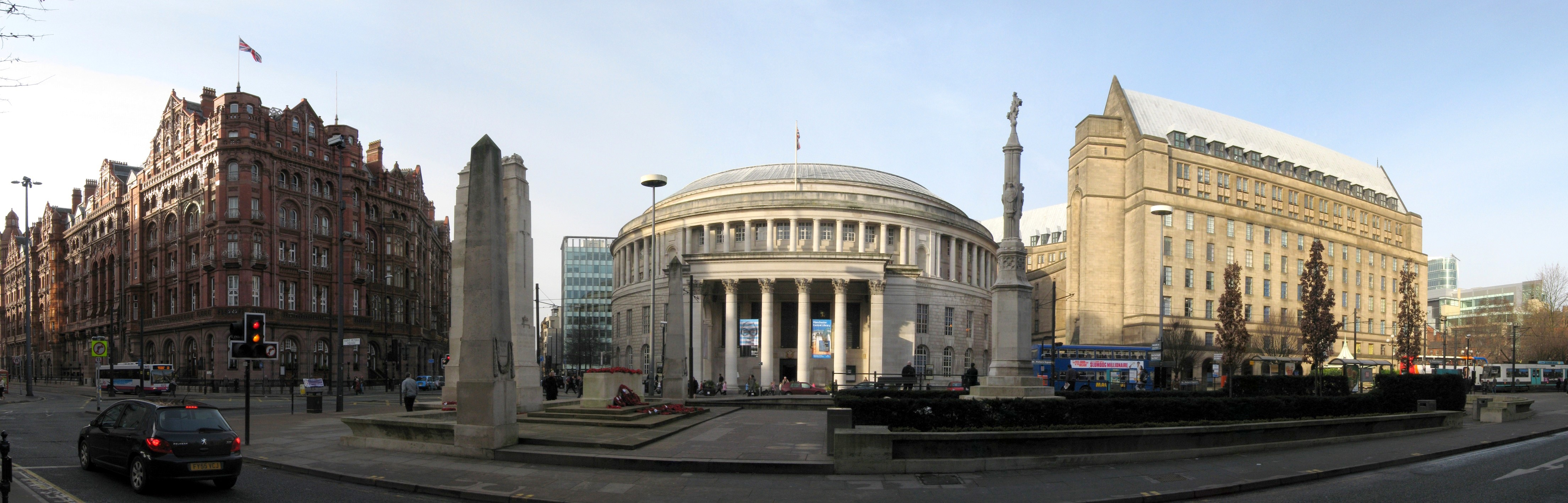
Una vista panorámica de la Plaza de San Pedro. De izquierda a derecha: Midland Hotel, Manchester Central Library (antes de las modificaciones actuales) y ampliación del Ayuntamiento de Mánchester.